# بروس ميلر (لاعب كرة قدم)
بروس ميلر (بالإنجليزية: Bruce Miller)‏ (و. 1987  م) هو لاعب كرة قدم أمريكية، من الولايات المتحدة، ولد في كانتون، يلعب كظهير ‏.

## التعليم
تعلم في Woodstock High School (Georgia) ‏.